# 상암동 수소스테이션
상암동 수소스테이션은 난지도 쓰레기 매립지에서 발생하는 매립가스를 이용하여 청정연료인 수소를 생산하고 공급하는 시설이다.
공사는 2010년 11월말 준공되었고 생산되는 수소 에너지는 수소 자동차와 전기 생산에 사용할 계획이다.

## 개요
매립가스(LFG : Land Fill Gas)는 쓰레기 매립지에서 매립된 폐기물 중, 유기물질들이 분해되면서 발생되는 가스로 주로 메탄(CH4)과 이산화탄소(CO2)로 구성되어 있으며, 난지도 매립가스 성분(2009년 12월)은  CH4 41.7%, CO2 53.2%, N2* 1.6%, O2 0.8%, 기타 2.7%로 조사되었으나, 쓰레기 매립장이 안정화되면서 점차 메탄의 함유량이 줄어들고 있다.
수소(H2) 생산은 매립가스를 전처리를 통해 메탄(CH4) 41.7%를 90% 이상의 메탄 농도로 만들고 개질기에서는 90%의 메탄과 800°C의 수증기를 혼합 가열, 냉각, 흡착의 과정을 거쳐 99.995%이상의 수소를 생산한다. 또한, 이들을 고압으로 저장하고 수소차량 및 연료전지에 공급하여 활용한다.
※ 수소 생산 화학방정식 : CH4 + 2H2O ⇒ 4H2 + CO2
수소스테이션을 통해 생산된 수소는 월드컵공원을 순환하는 수소 차량인 버스 2대, 자동차 2대의 연료로 사용하고 나머지는 연료전지에 공급하여 하루 300kW의 전력을 생산할 예정이다.
- 수소생산량   : 30Nm3/h,  수소순도 : 99.995%
- 수소연료전지 : 20kW
- 수소 활용 계획

| 수소 생산량    | 수소 생산량                         | 64.78kg(720{\displaystyle Nm^{3}})/일 |
| 수소사용계획   |                                     |                                       |
| 버스(1대/일)   | 30kg (330{\displaystyle Nm^{3}})    |                                       |
| 승용차(1대/일) | 2.7kg (30{\displaystyle Nm^{3}})    |                                       |
| 연료전지(20kW) | 27kg (302{\displaystyle Nm^{3}})    |                                       |
| 홍보시설       | 0.06kg (1{\displaystyle Nm^{3}})    |                                       |
| 합계           | 59.76kg (663{\displaystyle Nm^{3}}) |                                       |

## 생산 공정
- 생산 공정[7] : 매립가스(LFG) → 전처리설비 → 수소제조기 → 압축기 → 저장탱크 → 주입기

1. LFG전처리 : 매립된 가스를 불순물과 메탄(CH4)으로 분리한다.
2. 개질공정 : CH4를 H2O(Steam)와 반응시켜 H2와 CO로 개질하는 장치이다.
3. 수성가스변환 : CO를 H2O(Steam)와 반응시켜 수소가스와 이산화탄소로 변성하고 개질된 가스 중 수소가스와 기타 성분으로 분리한다.
4. 수소가스저장 : 분리된 수소가스를 압축 저장한다.
5. 주입 : 압축된 수소가스를 수소연료전지 차량에 충전한다.

## 주변시설
수소 에너지를 이용해 공원 내 전력과 난지 창작 미술센터의 온수 공급

### 노을공원
노을공원은 난지도 쓰레기 제1매립지로 34만m2에 저녁노을을 볼 수도 있고 문화예술공원으로 조각작품, 전망데크 등이 있으며 고라니, 삵, 너구리 등 야생동물이 살고 있다.  운영시간 : 09:00 ~ 18:00

### 하늘공원
쓰레기 제2매립지로 한강 상류 쪽에 위치한 곳으로 면적은 19만m2이며 동서쪽은 엉겅퀴, 제비꽃, 씀바귀 등의 자생종과 토끼풀같은 귀화종을 심었고, 남북쪽에는 억새와 띠를 심어 바람에 흔들리는 억새풀 속에서 시민들이 자연을 느낄 수 있다.  운영시간 : 09:00 ~ 18:00

### 난지미술창작스튜디오야외환경조각 공원
난지미술창작스튜디오 앞마당의 푸른 잔디밭에 조각 작품이 전시 되어 시민들이 20여점의 다양한 조각작품을 감상할 수 있다. 운영시간 : 09:00 ~ 18:00

## 정보
- 지하철

서울 지하철 6호선 월드컵경기장역에서 하차 → 8777번을 타고 노을공원입구 하차
- 버스

서부면허시험장앞 정류장에서 8777번을 타고 노을공원입구 하차
- 자가용

자유로 일산방향(강변북로) → 노을공원과 하늘공원 사이의 남측

## 같이 보기
- 서울특별시의 환경 정책
- 수소
- 월드컵공원